# Arundel (ö)

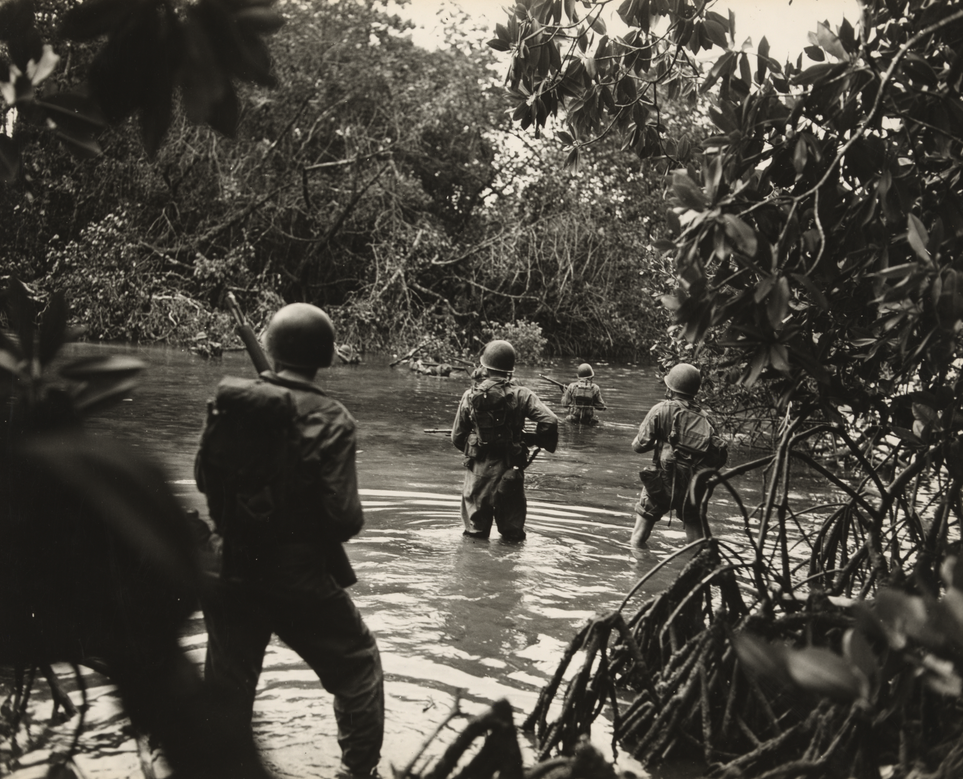
Amerikanska styrkor på Arundel under andra världskriget.

Arundel är en ö, del av Västprovinsen, Salomonöarna. Ön är belägen mellan Kolombangara och New Georgia. Den är skild från Kolombangara av Blackett Strait.
8°13′00″S 157°09′00″Ö / 8.2166667°S 157.15°Ö